# Winden im Elztal
Winden im Elztal es un municipio situado en el distrito de Emmendingen, en Baden-Wurtemberg, Alemania. Tiene una población estimada, a mediados de 2024, de 2918 habitantes.